# Luciano Romero
Luciano Romero (født 28. august 1993) er en argentinsk fodboldspiller.